# 東ヨシアキ
東 ヨシアキ（ひがし よしあき、1995年7月19日 - ）は、日本のモデル。ENCANTO所属。

## 経歴
N・F・Bと業務提携。CMモデルとして活動。

## 人物
- 特技はバレーボール、水泳、倒立歩行
- 趣味は音楽鑑賞

## 出演

### CM
- 久原本家あごだし
- JR九州「JRキューポチャンス」
- 福岡エコ運動「完食宣言」
- 西海建設
- ユーコーラッキーグループ
- アルカディアグループ「私、ヒロインになりたい！」篇（2017年）
- 西日本シティ銀行カードローン（2017年）
- アリシアクリニック「karte7夏」篇（2018年）
- 資生堂TSUBAKI 中国版WEB MOVIE（2018年）
- 九州電気保安協会WEB動画「未来のスペシャリストたちへ」（2018年）
- ユニリーバ AXE「香りは第0印象」篇（2020年）
- ハウステンボス「光の王国」（2021年）
- 三菱UFJ銀行「ライフスタイル」篇（2020年）
- マクドナルド てりたま「桜の精」篇（2021年）
- スタジオマリオ「マリオで笑おう」篇（2021年）
- BRIDGESTONE 萩野公介「行ってきます」篇 ナレーション（2021年）
- NISSAN KICKS e-POWER presents リアル人生ゲーム（2021年）

### 広告
- Wedding navi
- coen
- ダノンジャパン ALPRO

### テレビドラマ
- 決してマネしないでください。 第1話（NHK総合、2019年10月26日）
- 福岡放送 開局50周年スペシャルドラマ 天国からのラブソング（福岡放送、2020年3月15日）
- 悲熊 第1話・第2話（NHK総合、2020年12月18日）
- 光石研の東京古着日和 千駄ヶ谷 フリマ スペシャル 特別編 ひと目惚れには手を出すな（BSフジ、2021年1月2日）
- 特捜9 final season 第2話（2025年4月16日、テレビ朝日） - 市ノ瀬悠人 役[1]

### 舞台
- TEAM LOCO第7回公演 ADDICT ～食中毒の向こう～（2017年3月23日-24日、甘棠館Show劇場）
- ドブ恋九州vol.1(演出：金沢知樹)（2017年4月25日-30日、甘棠館Show劇場）
- TEAM LOCO第8回公演 How about one ticket? （2017年10月13日-14日、福岡 ぽんぷらざホール）
- ドブ恋九州vol.2(演出：金沢知樹)（2017年10月4日-9日、甘棠館Show劇場）
- TEAM LOCO第10回公演 SHOW MUST GO ON (演出：TEAM LOCO)（2018年11月29日-30日、福岡 サイエンスホール）
- ごらんの有様だよ vol.2（2019年2月24日-26日、福岡 TRAVEL FRONT(紺屋2023)）
- TEAM LOCO第11回公演 友達ファミリー(演出：TEAM LOCO)（2019年12月26日-27日、ぽんプラザホール）